# Papaverine
Papaverine is een verbinding uit de groep van alkaloïden. Ze komt voor in opium, het ingedroogde melksap van de slaapbol. Ze wordt niet tot de opiaten gerekend, omdat de chemische structuur anders is dan die van opiaten zoals morfine, heroïne of codeïne. Ze werkt ook niet verslavend.
Papaverine is een spasmolyticum: het werkt spierverslappend op het glad spierweefsel. Het wordt gebruikt als bloedvatverwijder of vasodilator. Meer bepaald wordt het gebruikt om maag-darmkrampen of –spasmen en erectiestoornis te behandelen. Echter bij maag- en darmkrampen worden in eerste instantie andere musculotroop werkende middelen (bv. mebeverine) geadviseerd. Voor de eerste behandeling is het, doorgaans als hydrochloride, in tabletvorm beschikbaar. Voor de laatste behandeling wordt het, alleen of in combinatie met een ander geneesmiddel zoals fentolamine, in het zwellichaam van de penis geïnjecteerd. Het doet de bloedvaten in de penis verslappen, waardoor ze zich gemakkelijker met bloed vullen en er een erectie volgt.